# Empire (퀸스라이크의 음반)
《Empire》는 1990년 8월 20일에 발매된 미국의 헤비 메탈 밴드 퀸스라이크의 네 번째 스튜디오 음반이다. 이 음반은 퀸스라이크의 가장 상업적으로 성공적인 음반으로, 트리플 플래티넘에 도달했다. 파워 발라드 〈Silent Lucidity〉는 메인스트림 록 트랙에서 1위, 빌보드 핫 100에서 9위에 올랐고, 〈Silent Lucidity〉는 1992년 그래미 어워드 최우수 록 노래상과 최우수 록 보컬 퍼포먼스 부문에 듀오나 그룹이 후보로 올랐다. 이 음반은 1991년 노스웨스트 에어리어 뮤직 어워드 최우수 메탈 레코딩상을 수상했다.
2019년 6월 인터뷰에서, 전 보컬리스트 제프 테이트는 2020년에 음반 30주년을 기념하기 위해 전체 음반을 라이브로 공연할 의도를 발표했다. 그는 또한 새로운 30주년 기념판 박스세트가 있을 것이라고 말했다.

## 반응
| 전문가 평가                          | 전문가 평가                  |
| 평가 점수                            | 평가 점수                    |
| 출처                                 | 점수                         |
| ------------------------------------ | ---------------------------- |
| AllMusic                             | [ 9 ]                        |
| The Collector's Guide to Heavy Metal | 7/10                         |
| Entertainment Weekly                 | D                            |
| PopMatters                           | · (20th Anniversary Edition) |
| Record Collector                     | · (20th Anniversary Edition) |
| The Rolling Stone Album Guide        | [ 14 ]                       |

《Empire》는 발매 이후 비평가들로부터 대체적으로 긍정적인 평가를 받았다.
올뮤직은 〈Jet City Woman〉, 〈Empire〉, 〈Silent Lucidity〉를 음반의 베스트 트랙으로 선정하며 이 음반에 찬사를 보냈다. 리뷰에 따르면 밴드는 〈Best I Can〉의 사회적, 신체적 장애, 〈Della Brown〉의 가난과 후회, 〈Another Rainy Night (Without You)〉와 〈Hand On Heart〉의 로맨스 같은 가사들과 함께 "더 아트 록적이고 덜 메탈적인"을 추구했다고 한다. 평론가는 밴드의 성숙한 사운드와 프로듀서 피터 콜린스의 작품에 찬사를 보내면서 결론을 내렸다.
《레코드 콜렉터》는 음반 20주년 기념판에 전반적으로 긍정적인 평가를 내렸다. 리뷰어는 이 음반을 "매우 유쾌하지만 간헐적으로만 사로잡는" 듣기라고 평가하면서 〈Best I Can〉, 〈Silent Lucidity〉, 그리고 〈Jet City Woman〉을 밴드의 최고의 소재로 꼽았다. 《Empire》를 밴드의 초기 음반인 《The Warning》과 《Rage for Order》와 비교한 리뷰어는 "조금 지루하다"고 썼고, 재발행과 함께 제공되는 라이브 CD를 "무표정한" 것으로 규정함으로써 이를 "재발행 가치 있는" 것으로 결론 내렸다. 팝매터스 비평가인 에이드리언 베그란드는 이 음반의 20주년 기념 발매를 검토했다. 베그란드는 이 음반을 "아름답게 제작되었고 밴드의 본질적인 곡들을 담고 있지만, 동시에 솔직히 잘 늙지 않은 필러가 포함된 다소 비대하고 개념적으로 산란된 작품"이라고 불렀다. 베그란드는 〈Empire〉, 〈Another Rainy Night〉, 〈Silent Lucidity〉를 핑크 플로이드의 〈Comfortably Numb〉에 호의적으로 비교하며 이 음반의 최고의 트랙이라고 칭송했다. 베그란드는 라이브 CD에 대해 엇갈린 반응을 보였고 〈Scarborough Fair〉의 커버를 "비정상적"이라고 언급했다.
《엔터테인먼트 위클리》의 짐 파버는 이 음반에 대해 매우 비판적이었다. 그는 이 음반의 프로그레시브 메탈 리프들을 "터무니없는 폭탄주"라고 부르며, 가사의 끔찍함을 비판했다. 파버는 밴드 멤버들을 "상대적인 킬조이"라고 부르며 리뷰를 마무리했다.

## 곡 목록
| #   | 제목                                  | 작사·작곡                        | 재생 시간 |
| --- | ------------------------------------- | -------------------------------- | --------- |
| 1.  | 〈Best I Can〉                        | 크리스 디가모                    | 5:30      |
| 2.  | 〈The Thin Line〉                     | 디가모, 제프 테이트, 마이클 윌턴 | 5:42      |
| 3.  | 〈Jet City Woman〉                    | 디가모, 테이트                   | 5:20      |
| 4.  | 〈Della Brown〉                       | 디가모, 스콧 로큰필드, 테이트    | 7:04      |
| 5.  | 〈Another Rainy Night (Without You)〉 | 디가모, 에디 잭슨, 테이트        | 4:44      |
| 6.  | 〈Empire〉                            | 테이트, 윌턴                     | 5:07      |
| 7.  | 〈Resistance〉                        | 테이트, 윌턴                     | 4:47      |
| 8.  | 〈Silent Lucidity〉                   | 디가모                           | 5:45      |
| 9.  | 〈Hand on Heart〉                     | 디가모, 테이트, 윌턴             | 5:30      |
| 10. | 〈One and Only〉                      | 디가모, 윌턴                     | 5:52      |
| 11. | 〈Anybody Listening?〉                | 디가모, 테이트                   | 7:40      |

| #   | 제목                   | 작사·작곡      | 재생 시간 |
| --- | ---------------------- | -------------- | --------- |
| 12. | 〈Last Time in Paris〉 | 디가모, 테이트 | 3:51      |
| 13. | 〈Scarborough Fair〉   | 민요           | 3:51      |
| 14. | 〈Dirty Lil Secret〉   | 디가모, 테이트 | 4:07      |